# Sabljak Selo
Sabljak Selo is een plaats in de gemeente Ogulin in de Kroatische provincie Karlovac. De plaats telt 241 inwoners (2001).